# Glacier de Bionnassay (France)
Pour les articles homonymes, voir Glacier de Bionnassay.
Le glacier de Bionnassay est un glacier de France situé dans le massif du Mont-Blanc, sur l'ubac de l'aiguille de Bionnassay. Il couvre 4,73 km2 de superficie et mesure 5 kilomètres de longueur. On y accède par le tramway du Mont-Blanc, jusqu'à la gare du Nid-d'Aigle, puis par un sentier.